# 7280 Bergengruen
7280 Bergengruen eller 1988 RA3 är en asteroid i huvudbältet som upptäcktes den 8 september 1988 av den tyske astronomen Freimut Börngen vid Tautenburg-observatoriet. Den har fått sitt namn efter poeten Werner Bergengruen.
Asteroiden har en diameter på ungefär 3 kilometer.